# Lista de episódios de Dallas (telessérie de 2012)
Abaixo, segue uma lista de episódios da série de TV norte-americana de 2012 Dallas

## 1ª Temporada (2012)
| Nº | Título |
| -- | --- |
| 01 | "Mudança de Guarda" Duas décadas após serem vistos pelos telespectadores pela última vez, os Ewings estão de volta. A primeira família televisiva de drama, sabotagem, segredos e traições está se reunindo no rancho Southfork para um casamento. Embora a ocasião seja alegre, uma rivalidade antiga da família atravessa gerações depois que o segredo sobre a perfuração de petróleo em Southfork resulta em um jorro importante. A luta pelo petróleo e pela terra ameaça colocar a família Ewing em lados opostos mais uma vez. |
| 02 | "Cubra Suas Apostas" O plano para tomar o controle de Southfork se complica quando assuntos envolvendo traições e chantagens surgem e J.R. começa a fazer muitas perguntas. Enquanto isso, Christopher e Elena precisam enterrar seus sentimentos para trabalhar juntos em um negócio. Mas Rebecca pode estar escondendo seus próprios segredos. |
| 03 | "O Peço Que Você Paga" Assim como John Ross reivindica seu direito de primogênito para fazer seu pai orgulhoso, J.R. decide voltar para Southfork, para desgosto de Ann. O maior inimigo da família Ewing, Cliff Barnes, retorna para tentar se conectar com seu sobrinho Christopher e acaba colocando J.R. com ciúmes de Sue Ellen. E um anúncio surpreendente da família oferece uma oportunidade para cicatrizar velhas feridas.                                                                                                  |
| 04 | "O Último Hurra" John Ross procura obter uma vantagem sobre um membro da família e recorre a chantagem, mas J.R. decide lidar com a situação à sua maneira. Enquanto isso, Christopher se abre para Bobby sobre sua dificuldade em escolher entre as duas mulheres que ama. |
| 05 | "Verdade e Consequências" Laços familiares começam a se desvendar quando a escritura de Southfork é revelada. A fim de impedir os esquemas de J.R., Ann procura a ajuda de alguém em seu passado, e Christopher decide que é hora de jogar sujo. |
| 06 | "O Inimigo Do Meu Inimigo" John Ross está incomodado com o peso de ter que fazer o trabalho sujo de J.R. e decide se mudar para Southfork. A tensão entre Bobby e Ann continua a crescer quando é revelado que ela foi pedir ajuda a seu ex-marido para resolver um problema familiar. Rebecca se aproxima de Bobby e Christopher com informações que acredita que podem ajudar a salvar o rancho. |
| 07 | "Danos Colaterais" Rebecca revela um segredo de sua vida para Elena. O ex-marido de Ann exige um pedido de desculpas de Bobby. Enquanto isso, John Ross está sobre pressão de seus aliados e tenta colocar os membros da família uns contra os outros. E uma associada da família é assassinada, deixando todos a se perguntar sobre o culpado. |
| 08 | "Nenhuma Boa Ação" Quando um assassinato paira sobre a família, os Ewings são forçados a tomar decisões para seu próprio bem. Christopher chega mais perto de seu sonho quando uma grande empresa petrolífera se aproxima dele para tratar sobre os direitos da tecnologia de metano. E os Ewings lutam para proteger Southfork de estranhos. |
| 09 | "Negócios da Família" John Ross descobre o valor da família quando deve escolher entre sangue e petróleo. Sue Ellen e Rebecca encontram-se vítimas de homens que poderiam destruir suas vidas. E os Ewings voltam a reunir-se em torno um do outro quando uma crise médica se inicia. |
| 10 | "Revelações" No dramático final de temporada, os laços familiares fazem os Ewings se unirem novamente quando um ente querido enfrenta uma crise médica. Christopher e Elena começam a aprender que nem todo mundo é o que parece ser, incluindo as pessoas mais próximas a eles. Sue Ellen precisa enfrentar um grande problema. E J.R. sempre sabe o próximo passo a se dar. Segredos há muito enterrados são revelados quando o passado bate à porta.                                                                               |

## 2ª temporada (2013)
| Nº | Título |
| -- | --- |
| 01 | "Linhas de Batalha" A batalha pela Energias Ewing coloca John Ross e Christopher em confronto, com visões opostas para a empresa. Christopher procura ganhar a luta no seu divórcio com Rebecca, mas uma revelação muda o jogo, fazendo com que toda a família tenha que colocar suas diferenças de lado e juntar forças - com exceção de John Ross, que usa os truques sujos de J.R. para se vingar. Enquanto isso, Ann é chantageada por seu ex-marido, forçando-a a revelar um segredo para Bobby. |
| 02 | "Criaturas Venenosas" Com Bobby e Christopher no comando e Elena trabalhando para se firmar na Energias Ewing, J.R. e John Ross chegam a um acordo para tomar o controle da empresa. Sue Ellen fica novamente mexida com J.R. Enquanto isso, Pamela Rebecca Barnes trama com John Ross para tomar metade das ações de Christopher e realizar o desejo de vingança de seu pai contra os Ewings. |
| 03 | "Pecados do Pai" Quando surgem novas evidências sobre o misterioso desaparecimento de Tommy, Christopher tenta ligar Pamela Rebecca ao crime. J.R. e John Ross manobram em duas frentes para recuperar seu direito de primogenitura, incluindo colocar os membros da família uns contra os outros novamente. Pamela continua a usar a influência de seu pai para ganhar o controle da Energias Ewing. Ann é jogada nos jogos sádicos de Ryland e finalmente entra em ação. |
| 04 | "Falsas Confissões" Com o futuro da Energias Ewing em perigo, Christopher faz o possível para manter um negócio-chave vivo. J.R. trabalha para minar Pamela Rebecca, forçando John Ross a ter que escolher entre um Ewing e um Barnes. E Cliff Barnes retorna para se reunir com um visitante improvável. |
| 05 | "Tentativa e Erro" Ryland continua a sua ofensiva contra Ann, expondo os segredos de seu passado que ameaçam destruí-la. Enquanto isso, o plano de John Ross para assumir a Energias Ewing se solidifica e passa a envolver Sue Ellen; Christopher muda de tática com Pamela Barnes; e um inimigo do passado dos Ewings ressurge. |
| 06 | "Jogo da Culpa" John Ross continua persuadindo Sue Ellen para ajudá-lo a assumir o controle da empresa. Christopher e Pamela Rebecca trabalham com seus advogados na resolução do divórcio. Com a ajuda de Drew, Christopher faz uma revelação surpreendente que pode mudar o destino da Energias Ewing. E a família se reúne quando um estranho tenta minar todos eles. |
| 07 | "Velozes e Furiosos" Depois do golpe que Sue Ellen e John Ross dão para assumir a Energias Ewing, Bobby revida com a ajuda de seu irmão Gary, deixando a família em um impasse mexicano. Enquanto isso, Pamela está no meio de um choque entre Christopher e John Ross, com tudo culminando em uma grande disputa de carros de corrida. E J.R. deixa uma grande surpresa. |
| 08 | "A Obra-Prima de J.R." Depois de uma vida inteira de planos e intrigas, J.R. finalmente encontra o seu fim. A família Ewing fica desolada com a notícia. Chocados ao saberem das autoridades de que a morte de J.R. é resultado de um assalto, eles se esforçam para deixar de lado suas diferenças e choram juntos. Acompanhados por muitos personagens do passado de J.R., a família Ewing sepulta a ela própria. Sue Ellen, especialmente, vê na dor da perda de seu verdadeiro amor o início de um novo problema. Em um episódio de despedida comovente, "Dallas" dá adeus ao lendário J.R. Ewing.... Apenas para descobrir poderosas evidências que levam a uma chocante revelação digna de um dos personagens mais icônicos da história da televisão. Como na vida - e agora na morte - nada é o que parece quando se trata de J.R. Ewing. |
| 09 | "Ewings Unidos" O trabalho feito na obra-prima de J.R., como era de vontade do falecido barão do petróleo, impacta o legado da família. No rastro de uma revelação chocante, os Ewings tem que lutar juntos na busca pela verdade sobre a morte de J.R. Enquanto isso, Pamela mostra sua lealdade a John Ross; Sue Ellen traz Valene de volta a Dallas atrás de Gary; as maquinações de Christopher testam seu relacionamento com Elena; e Drew trai os Ewings. |
| 10 | "Culpa e Inocência" A paz entre os Ewings é abalada quando a tecnologia de Christopher é considerada a causa de uma catástrofe. Como Bobby luta para manter a família unida, Sue Ellen recorre a um velho amigo. A mãe de Pamela Rebecca, Afton Cooper, retorna a Dallas para cuidar de sua filha. E no centro do relacionamento entre seu pai e sua avó, Emma se aproxima de Drew. |
| 11 | "Deixe-me Entrar" Como revelações sobre a recente catástrofe seguem a linha de raciocínio da obra-prima de J.R., um novo adversário é revelado. Enquanto John Ross e Pamela aumentam seu vínculo, o relacionamento de Christopher e Elena sofre um baque. Bobby revela a Sue Ellen detalhes até então desconhecidos para ela. Enquanto isso, Harris faz um movimento contra Drew para proteger Emma. |
| 12 | "Uma Chamada às Armas" Com o tempo correndo contra eles e Cliff e Ryland colocando a Energias Ewing à beira de um colapso, a família segue com o plano deixado por J.R. para guiá-los. Christopher e John Ross tentam trazer Pamela Rebecca para dentro do plano colocando-a contra seu pai. Enquanto isso, Bobby está à beira de expôr os crimes de Harris e Christopher continua empenhado em encontrar sua mãe, Pamela. |
| 13 | "Amor e Família" Depois que Pamela Rebecca prova sua lealdade a John Ross, ele decide deixá-la por dentro da obra-prima de J.R. Mas quando as suspeitas de Christopher sobre ela parecem estar certas, John Ross começa a questionar sua confiança, levando Pamela Rebecca a mostrar sua coragem para mudar o jogo. Enquanto isso, Drew confia um segredo obscuro a Elena que a deixa forçada a escolher entre sua família e Christopher. E Bobby continua mais do que determinado a deixar a empresa longe das mãos de Cliff Barnes. |
| 14 | "Culpa por Associação" Quando Christopher está cada vez mais perto de descobrir a verdade sobre o paradeiro de sua mãe Pamela, a revelação de um segredo inesperado provoca um racha entre ele e Elena. Sue Ellen obriga Ken Richards a se comprometer em fazer a coisa certa. E Bobby revela o último passo do plano de mestre de J.R. |
| 15 | "Legados" No eletrizante final da temporada, a chocante identidade do assassino de J.R. é revelada. Está montado o palco para novas batalhas com alianças inesperadas e segredos surpreendentes. |

## 3ª temporada (2014)
| Nº | Título |
| -- | --- |
| 01 | "O Retorno" A família Ewing está por cima depois de ter vencido Cliff Barnes e assumido sua empresa ao colocá-lo na cadeia. Agora, eles estão unidos, mas novas diferenças podem fazer com que surjam lados opostos novamente. Sue Ellen planeja um casamento para John Ross e Pamela, enquanto Bobby precisa frear o sobrinho. E Elena tem mais a esconder do que aparenta. |
| 02 | "Confie em Mim" No rastro da chegada de Nicolas, John Ross comete ações desmedidas para desenvolver a Ewing Global, deparando-se com Bobby no meio do caminho. Sue Ellen procura a ajuda de Bum para fazer com que John Ross não cometa os mesmos erros de J.R. Bobby e Ann acabam tendo uma chocante descoberta sobre Harris. |
| 03 | "Jogando Franco" A corrida para garantir capital para o leilão no Ártico faz Bobby lutar para impedir John Ross de perfurar em Southfork. Enquanto a parceria de Nicolas e Elena esquenta, Christopher faz uma descoberta surpreendente sobre o passado do empresário. E os jogos de Emma podem colocar o casamento de John Ross e Pamela em perigo, mas Sue Ellen vai se empenhar em impedir. |
| 04 | "Levantando o Véu" É dia de casamento em Southfork, e Afton, Ray e Lucy retornam para a ocasião. A única falta é o noivo: John Ross, que pulou fora para chegar a um acordo com um adversário da família. Enquanto isso, Christopher retorna do México para testemunhar o aumento do relacionamento entre Nicolas e Elena e, para sua surpresa, encontra uma conexão romântica entre eles. E Sue Ellen, temendo os passos entre John Ross e Emma, cogita cancelar o casamento.                                |
| 05 | "D.T.R." Bobby e Sue Ellen tentam usar o Governador do Texas para impedir John Ross de tornar-se igual a J.R., mas o movimento pode dividir a família Ewing para sempre. Enquanto isso, Christopher descobre detalhes surpreendentes sobre Heather; Cliff convence Elena a tentar um novo contato em sua busca por justiça; e Ann, Harris e Judith tentam, cada um a seu modo, manter Emma sob controle. |
| 06 | "Tal Pai, Tal Filho" No rastro da nomeação de Bobby para presidente da Comissão Ferroviária, John Ross luta para encontrar fundos para manter vivo o negócio no Ártico, mesmo que isso signifique trair aqueles que mais o amam. Percebendo a oportunidade, Elena e Nicolas começam a agir. Enquanto isso, as coisas ficam complicadas para Christopher e Heather; e a trama de Harris para manter Emma e John Ross afastados toma um rumo inesperado.                                                        |
| 07 | "Like a Bad Penny" Enquanto Bobby e Ann trabalham para obter a recuperação de Sue Ellen, John Ross segue em frente com seu plano de controlar a Ewing Global contando com a ajuda de um parceiro de negócios de J.R.. Enquanto isso, Elena decide o que fazer com um segredo que descobriu e Drew volta a Dallas, o que leva a um confronto surpreendente. |
| 08 | "Onde Há Fumaça" Em um episódio eletrizante, a descoberta de Pamela sobre o caso de John Ross e Emma inflama uma tempestada em Southfork, ameaçando não só o seu casamento, mas também o de Bobby e Ann. Christopher e Heather devem lidar com uma ação drástica tomada por Bo. A relação de Nicolas e Elena é testada com a chegada de Drew a Dallas. Como nos cliffhangers, vidas e relacionamentos são postos à prova, preparando o palco para novos embates.                                              |
| 09 | "Negação, Raiva, Aceitação" A família Ewing está à procura de respostas sobre quem ateou o fogo em Southfork e quem sobreviverá, mas Sue Ellen acaba tendo uma dramática recordação. Enquanto John Ross e Emma se lamentam sobre seu papel na overdose de Pamela, as relações entre a família podem mudar para sempre. |
| 10 | "Morte Cômputa" A nuvem escura sobre Southfork continua a crescer com a notícia de uma morte. Enquanto isso, a relação de Christopher e Heather é posta à prova. John Ross tenta se redimir com Pamela, que começa a enfrentar as verdadeiras razões por trás de sua overdose. Já Elena faz um movimento drástico para obter justiça para sua família, colocando John Ross diretamente em sua mira. |
| 11 | "Ferido" Em um confronto emocionante, Elena finalmente tem um embate com os Ewings, revelando o que J.R. fez com seu pai e que sabe tudo sobre a armadilha para colocar Cliff na prisão. Sue Ellen, Ann e Pamela ficam chocadas com as verdades que Elena expõe, realinhando os relacionamentos familiares e forçando Bobby a rever as medidas que tomou para executar a obra-prima de J.R. Sue Ellen enquadra Bum. Enquanto isso, avança o plano de Nicolas de roubar a Ewing Global para o cartel mexicano. |
| 12 | "Vítimas do Amor" Com a abertura do capital da Ewing Global, todos lutam para reivindicar a posse das ações. Pamela fica sem saber o que fazer agora que descobriu que Cliff não matou J.R. Bobby procura o auxílio de Tracey McKay, uma velha amiga, para obter de volta o controle de sua empresa. Enquanto isso, Judith e Harris trabalham para corrigir seus próprios problemas com o cartel, o que acaba colocando os Ewings e os Rylands em uma mesma situação que ninguém jamais esperaria.            |
| 13 | "Encaixotados" Bobby corre contra o tempo para tentar salvar vidas em meio a um sequestro na família e conta com uma ideia de Sue Ellen. John Ross e Pamela chegam a um acordo de negócios, mas com reservas. Harris e Judith se desesperam com as consequências que seus negócios trouxeram para a família. Elena descobre toda a verdade sobre o plano de Nicolas, enquanto Christopher teme por sua segurança. E Bobby precisa fazer uma difícil escolha.                                                  |
| 14 | |
| 15 | |

## Audiências por episódio

### Temporada 1
| Número do episódio | Título                     | Data da transmissão original | Share de audiência (Adultos 18–49) | Espectadores (em milhões) | Posição semanal no cabo |
| ------------------ | -------------------------- | ---------------------------- | ---------------------------------- | ------------------------- | ----------------------- |
| 1                  | "Mudança de Guarda"        | 13 de junho de 2012          | 1.5                                | 6.86                      | #1                      |
| 2                  | "Cubra Suas Apostas"       | 13 de junho de 2012          | 1.5                                | 6.86                      | #1                      |
| 3                  | "O Preço Que Você Paga"    | 20 de junho de 2012          | 1.3                                | 4.76                      | #8                      |
| 4                  | "O Último Hurra"           | 27 de junho de 2012          | 1.1                                | 4.08                      | #15                     |
| 5                  | "Verdade e Consequências"  | 4 de julho de 2012           | 1.0                                | 3.36                      | #16                     |
| 6                  | "O Inimigo Do Meu Inimigo" | 11 de julho de 2012          | 1.0                                | 3.63                      | —                       |
| 7                  | "Danos Colaterais"         | 18 de julho de 2012          | 0.9                                | 3.88                      | #13                     |
| 8                  | "Nenhuma Boa Ação"         | 25 de julho de 2012          | 0.7                                | 3.25                      | #24                     |
| 9                  | "Negócios da Família"      | 1 de agosto de 2012          | 0.8                                | 3.24                      | #17                     |
| 10                 | "Revelações"               | 8 de agosto de 2012          | 1.3                                | 4.29                      | #7                      |

### Temporada 2
| Número do episódio | Título                 | Data da transmissão original | Share de audiência (Adultos 18–49) | Espectadores (em milhões) | Live+3 (Total de Espectadores em milhões) | Live+3 (Adultos 18-49 em milhões) | Live+3 (Adultos 25-54 em milhões) |
| ------------------ | ---------------------- | ---------------------------- | ---------------------------------- | ------------------------- | ----------------------------------------- | --------------------------------- | --------------------------------- |
| 1                  | "Linhas de Batalha"    | 28 de janeiro de 2013        | 0.8                                | 2.98                      | 3.7                                       | 1.3                               | 1.5                               |
| 2                  | "Criaturas Venenosas"  | 28 de janeiro de 2013        | 0.8                                | 2.98                      | 3.7                                       | 1.3                               | 1.5                               |
| 3                  | "Pecados do Pai"       | 4 de fevereiro de 2013       | 0.6                                | 2.23                      | N/A                                       | 2.9                               | 1.2                               |
| 4                  | "Falsas Confissões"    | 11 de fevereiro de 2013      | 0.8                                | 2.411                     | 3.1                                       | 1.2                               | 1.3                               |
| 5                  | "Tentativa e Erro"     | 18 de fevereiro de 2013      | 0.7                                | 2.509                     | 3.2                                       | 1.1                               | 1.3                               |
| 6                  | "Jogo da Culpa"        | 25 de fevereiro de 2013      | 0.7                                | 2.55                      | 3.4                                       | 1.3                               | 1.5                               |
| 7                  | "Velozes e Furiosos"   | 4 de março de 2013           | 0.7                                | 2.79                      | 3.6                                       | 1.2                               | 1.5                               |
| 8                  | "A Obra-Prima de J.R." | 11 de março de 2013          | 0.9                                | 3.56                      | 4.6                                       | 1.5                               | 1.8                               |
| 9                  | "Ewings Unidos!"       | 18 de março de 2013          | 0.8                                | 2.67                      | 3.5                                       | 1.4                               | 1.5                               |
| 10                 | "Culpa e Inocência"    | 25 de março de 2013          | 0.7                                | 2.61                      | 3.3                                       | 1.2                               | 1.4                               |
| 11                 | "Deixe-me Entrar"      | 1 de abril de 2013           | 0.8                                | 2.60                      | 3.6                                       | 1.3                               | 1.5                               |
| 12                 | "Uma Chamada Às Armas" | 8 de abril de 2013           | 0.6                                | 1.94                      | 3.0                                       | 1.1                               | 1.3                               |
| 13                 | "Amor e Família"       | 8 de abril de 2013           | 0.8                                | 2.44                      | 3.0                                       | 1.1                               | 1.3                               |
| 14                 | "Culpa por Associação" | 15 de abril de 2013          | 0.8                                | 2.82                      | 3.8                                       | 1.4                               | 1.8                               |
| 15                 | "Legados"              | 15 de abril de 2013          | 0.9                                | 2.99                      | 3.8                                       | 1.4                               | 1.8                               |

### Temporada 3
| Número do episódio | Título                      | Data da transmissão original | Share de audiência (Adultos 18–49) | Espectadores (em milhões) | Live+3 (Total Espectadores em milhões) | Live+3 (Adultos 18-49 em milhões) | Live+3 (Adultos 25-54 em milhões) |
| ------------------ | --------------------------- | ---------------------------- | ---------------------------------- | ------------------------- | -------------------------------------- | --------------------------------- | --------------------------------- |
| 1                  | "O Retorno"                 | 24 de fevereiro de 2014      | 0.7                                | 2.65                      | 3.5                                    | 1.4                               | 1.6                               |
| 2                  | "Confie em Mim"             | 3 de março de 2014           | 0.4                                | 1.93                      | 2.7                                    | 1.1                               | 0.8                               |
| 3                  | "Jogando Franco"            | 10 de março de 2014          | 0.4                                | 1.98                      | 2.7                                    | 0.9                               | 1.0                               |
| 4                  | "Levantando o Véu"          | 17 de março de 2014          | 0.5                                | 1.77                      | 2.6                                    | 0.8                               | 1.1                               |
| 5                  | "D.T.R."                    | 24 de março de 2014          | 0.5                                | 1.78                      | 2.6                                    | 0.9                               | 1.0                               |
| 6                  | "Tal Pai, Tal Filho"        | 31 de março de 2014          | 0.4                                | 1.81                      | 2.6                                    | 0.9                               | 1.2                               |
| 7                  | "Like a Bad Penny"          | 7 de abril de 2014           | 0.5                                | 1.87                      | 2.6                                    |                                   |                                   |
| 8                  | "Onde Há Fumaça"            | 14 de abril de 2014          | 0.6                                | 2.05                      | 3.0                                    | 1.4                               | 1.1                               |
| 9                  | "Negação, Raiva, Aceitação" | 18 de agosto de 2014         | 0.4                                | 1.97                      |                                        |                                   |                                   |
| 10                 | "Morte Cômputa"             | 25 de agosto de 2014         | 0.4                                | 1.84                      |                                        |                                   |                                   |
| 11                 | "Ferido"                    | 1 de setembro de 2014        | 0.4                                | 1.93                      |                                        |                                   |                                   |
| 12                 | "Vítimas do Amor"           | 8 de setembro de 2014        | 0.4                                | 1.93                      |                                        |                                   |                                   |
| 13                 | "Encaixotados"              | 15 de setembro de 2014       | 0.4                                | 1.86                      |                                        |                                   |                                   |
| 14                 | "Fim do Jogo"               | 22 de setembro de 2014       | 0.4                                | 1.86                      |                                        |                                   |                                   |
| 15                 | "Admirável Mundo Novo"      | 22 de setembro de 2014       | 0.4                                | 1.86                      |                                        |                                   |                                   |